# Poecilosophus melloleitaoi
Poecilosophus melloleitaoi is een hooiwagen uit de familie Gonyleptidae.